# Мануель Антоніо Баррантес Родрігес
Мануель Антоніо Баррантес Родрігес (Manuel Antonio Barrantes Rodríguez) (28 лютого 1943) — костариканський дипломат. Надзвичайний і Повноважний Посол Коста-Рики.

## Життєпис
Народився 28 лютого 1943 року в маленькому селищі Сан-Роке-де-грес костаріканської провінції Алахуела. Його батько багато працював на кавових плантаціях, зібрав необхідні кошти і купив магазин. Потім він став займатися сільським господарством і тваринництвом. Тому і Мануелю Антоніо Баррантес Родрігесу доводилося багато працювати в полі. У школу йому доводилося ходити пішки в місто. Закінчивши школу, здобув ступінь бакалавра. Потім навчався в Університеті Коста-Рики, закінчив його в 1982. Пройшов курс у мадридському університеті Комплутенсе. Здобув докторський ступінь за темою «Історія Америки».
Кілька років викладав соціальні науки і політологію. Займався політикою. Був керівником муніципальної ради, депутатом Національного Конгресу. Потім перейшов на зовнішньополітичну роботу, ставши кар'єрним дипломатом. Працював у різних рангах і на різних посадах у Іспанії, Португалії, Бельгії, Нікарагуа, в Міністерстві закордонних справ Коста-Рики.
З 2009 по 2011 рр. — Надзвичайний і Повноважний Посол Коста-Рики в РФ.
24 листопада 2009 року МЗС України надало згоду на призначення Посла Коста-Рики в РФ Мануеля Антоніо Баррантеса Родрігеса Послом Республіки Коста-Рика в Україні за сумісництвом (Вірчих грамот Главі Української держави не вручав)..
З 2011 по 2015 рр. — Надзвичайний і Повноважний Посол Коста-Рики в Норвегії.